# Otsmá Yehudit
Otzmá Yehudit (en hebreo: עוצמה יהודית‎; lit. Poder judío), anteriormente conocido como Otsmá LeIsrael (עוצמה לישראל; lit. Poder para Israel), es un partido político de extrema derecha de Israel, de signo sionista religioso. El partido fue fundado el 13 de noviembre de 2012 por Michael Ben-Ari y Aryeh Eldad, quienes fueron elegidos miembros de la Knéset como parte de coalición Unión Nacional. Hasta entonces, Otsmá Yehudit no había logrado ganar ningún escaño.

## Ideología
El partido es partidario del kahanismo, una ideología de derecha formulada por el activista, político y rabino Meir Kahane. Los principales miembros de Otsmá Yehudit también han sido miembros del partido Kach de Kahane. El partido usa el símbolo electoral נץ, que en hebreo significa «halcón», en sus boletas electorales.

## Participación electoral
El partido ha participado en las elecciones de la Knéset desde 2013. En 2013, compitió como Otsmá LeIsrael y recibió el 1,76% de los votos, insuficientes para alcanzar el umbral electoral del 2%. En 2015, Otsmá formó una coalición con el partido ortodoxo Yajad, del exlíder del Shas Eli Yishai, pero nuevamente no logró alcanzar el umbral electoral. En abril de 2019, formó la Unión de Partidos Religiosos de Derechas junto con La Casa Judía y Tkumá, que finalmente presentó una lista sin ningún miembro de Otsmá Yehudit, después de que el único candidato del partido fuera rechazado por la Corte Suprema de Israel. En las elecciones de septiembre de 2019 y las de 2020, Otsmá se presentó de forma independiente, habiendo examinado posibilidades de unir fuerzas con Tzomet, Nueva Derecha, Tkumá y Noam, no logrando finalmente ninguna coalición electoral.

## Controversia
En 2012, se eliminaron los carteles de campaña del partido, que combinaban la palabra árabe para igualdad con el lema del partido, «Sin deberes, no hay derechos». 
En 2017, los carteles se retiraron nuevamente, esta vez porque pedían que se conmemorara a Meir Kahane.
A principios de 2018, los líderes del partido, Baruch Marzel y Michael Ben-Ari, distribuyeron folletos en Tel Aviv escritos en idioma tigriña, dirigidos a los refugiados con el objetivo de atraerlos a los hogares de los activistas de izquierda y miembros de la Knéset del partido Meretz.

## Resultados electorales
|  | 1.76 % |

|  | 1.88 % |

|  | 0.42 % |